# Горка (Торопецкий район)
Го́рка — деревня в Торопецком районе Тверской области. Входит в состав Плоскошского сельского поселения.

## География
Деревня расположена примерно в 13 километрах к северо-западу от села Волок у впадения реки Рубежница в Кунью.

## Население
| 2010 |
| ---- |
| 13   |

Население по переписи 2002 года — 18 человек.